# 加藤栄一 (官僚・行政学者)
加藤 栄一（かとう えいいち、1934年3月13日 - ）は、元官僚の学者、筑波大学名誉教授。俳誌『樹』主催、俳名・国彦。教徒名はPeter Eiichi Kato。

## 経歴
大阪市生まれ。1958年国家公務員上級職合格。1959年東京大学法学部卒業、自治省に入り行政局等に勤務後、1973年より自治大学校教授。1976年総合研究開発機構（NIRA）主任研究員。東大、東京工業大学講師などを経て筑波大学社会工学系教授（都市行政・政策分析）、同国際関係学類第二代学類長。1997年の定年退官後は常磐大学教授。2007年退職。現在は統一教会系メディアの『世界日報』常連寄稿者、同じく世界平和教授アカデミーのオピニオン寄稿者でもある。
筑波大学教授の加藤百合は次女。妻の母は社会運動家の永谷晴子。

## 著書
- 『ベター・ウィーク 自治体の週休二日制の研究』（帝国地方行政学会、1973年）
- 『地方公務員の定員管理』（ぎょうせい、1975年） 古川俊一共著
- 『原点からの通信 都市・公務員・議会とアメリカ』（ぎょうせい、1977年）
- 『日本人の行政 ウチのルール（自治選書）』（第一法規出版、1980年）
- 『官僚です、よろしく』（ティビーエス・ブリタニカ、1983年）
- 『都市の復讐 都市はこれ以上地方を養えない』（太陽企画出版、1983年）
- 『行政マンの情報収集術』（学陽書房、1983年）
- 『情報国富論 「産学官」協同への展望』（ティビーエス・ブリタニカ、1985年）
- 『天才がいっぱい つくば発知の贈り物36話』（太陽企画出版、1992年）
- 『オトナの社会科 12の「頭脳商売」入門 The brain business』（太陽企画出版、1993年）
- 『日本の未来 加藤栄一・文明論・未来学・情報社会論講演集』（樹発行所、1994年）
- 『宗教から和イズムへ 来るべき地球文明創造のために』（世界日報社、1995年）